# 羅渣士通訊集團
羅渣士通訊集團（英語：Rogers Communications Inc.; TSX：RCI.A, TSX：RCI.B, ：RCI）是加拿大最大的通訊公司之一，涉及行動電話、有線電視、电信服务以及傳媒等領域。愛德華.S.羅渣士是公司的創始人，以及前董事長兼CEO。由於羅渣士先生於2008年12月因心臟衰竭而去世，公司現主席CEO由Tony Staffieri擔任.
羅渣士現在在电信及有线电视领域的主要的競爭對手是加拿大貝爾公司；在無綫通訊服務領域，羅渣士、研科和贝尔竞争，三家公司俗称“三巨头”（Big Three）。其餘對手包括衛星電視服務Starchoice等。

## 旗下分公司
羅渣士旗下涵蓋有綫電視服務 Rogers cable&telecom，電信服務的Rogers telecom，無綫通訊服務Rogers wireless，和傳媒集團以及旗下衆多電臺、電視臺和雜誌。

### 羅渣士有綫及電信Rogers Cable and Telecom

#### 羅渣士有綫電視網
羅渣士有綫電視網是加拿大最大的有綫電視服務商，2300萬用戶分佈在南安省（約佔縂客戶的90%），紐賓士域和紐芬蘭。200年羅渣士開始數位電視服務，現已提供高清電視，PVR等多項服務。羅渣士有綫是提供中文電視頻道最多的加拿大電視服務商，也是加拿大唯一提供中國大陸長城平臺的合法電視服務商。同時，羅渣士有綫還通過其有綫電視網路提供高速網路接入服務Rogers Yahoo! High Speed Internet （页面存档备份，存于）。此外，羅渣士還提供以有綫電視網為載體的數位電話服務，其數位電話是通過私密網絡協議通過有綫電視網路Voip實現的。

#### 羅渣士電信公司
原為以Sprint Canada品牌經營的Call-Net Enterprises 所有，羅渣士並購Call-net, 並與2007年併入羅渣士有綫。其電話同時提供了以有綫電視網為基礎的電話服務和以傳統internet公網為基礎的VOIP服務，以及長途電話服務等。

### 羅渣士無綫通訊Rogers wireless
羅渣士無綫 是加拿大最大的無綫通訊網路，除北方地區外，唯一提供Coast to Coast(東岸至西岸)覆蓋率的無綫通訊網路。同時擁有羅渣士和Fido兩個品牌，也是加拿大其中一家提供全球行動通訊系統GSM服務的無綫運營商。現時，羅渣士無綫正在大力發展第三代無綫通訊網路UMTS以及更新的WCDMA(3.5G),並在2007年成爲北美第一個提供手機可視電話服務的運營商。先是羅渣士無綫推出的3G通訊均以HSPA標榜，而不是一般的HSDPA,號稱其網路將于2008年第三季度達到HSUPA。
2010年7月28日，羅渣士無綫啓動旗下第三個品牌Chatr,提供低价無限計劃。但罗渣士因为经常乱收隐藏费用及恶劣的甚至误导性的客户服务而在市场中的口碑每况愈下。

#### iPhone收費風波
羅渣士是加拿大唯一的GSM網路，其手機計劃極之高昂，導致蘋果公司第一代iPhone無法進入加拿大。在多方協調下，第二代iPhone終得以進入加拿大市場。但隨後，羅渣士提供的iPhone手機計劃比起其他國家代理iPhone的運營商仍舊高出許多。網路上一度甚至出現抵制Rogers Iphone的浪潮。就在iphone 3G啓動前的一個星期，羅渣士放出了兩個月的數據計劃優惠，需要在語音計劃之上多加30加元/月方可有6GB數據。方才使風波平息。但該特惠計劃需要新簽或更新3年的合約，而且將于2008年8月31日不復存在（簽訂該計劃的將繼續使用優惠價直至合約結束）。

### 羅渣士傳媒集團
羅渣士傳媒是掌管羅渣士旗下衆多媒體、出版業的公司。旗下品牌包括各地廣播電臺，電視臺，雜誌以及電視購物頻道等。

#### 羅渣士出版公司
發行出版70餘種各類休閒、娛樂、體育、生活和專業雜誌包括周刊Mclean's,以及法語雜誌 L'actualité; Chatelaine; Flare 等。

#### 電視臺
城市電視網:加拿大城市電視2007年併入羅渣士的英語主流電視頻道。

OmniTV:多倫多地區服務少數族裔的電視臺，覆蓋包括倫敦和渥太華在内的南安省地區，兩個頻道提供包括國粵語在内的各種節目。2008年九月，該品牌將陸續與其他省份開播，其中包括羅渣士購買的卑詩省的多元視野電視台也將併入該統一品牌下。

羅渣士體育網：旗下體育台，同時也是羅渣士中心（2005年以前稱爲天穹體育館）以及羅渣士多倫多藍鳥棒球隊贊助商。

G4Tech Canada

The Biography Channel Canada

The Shopping Channel

Rogers Television

## 中斷通訊
2022年7月8日，罗杰斯的互联网服务出現中斷问题，結果導致包括加拿大服务部、加拿大税务局等在內的数百万客户受到影響。

## 外部連結
羅渣士集團官方網站（英文）

羅渣士家居電話服務

羅渣士長城平臺